# Luba Pellarová
Luba Pellarová (10. srpna 1922 Brno – 2. února 2005 Praha) byla dramaturgyně Národního divadla v Praze a překladatelka z angličtiny a němčiny.
Překlady často pořizovala ve spolupráci se svým manželem Rudolfem Pellarem. Šlo o sestru Jiřího Kárneta. V letech 1968–1974 v činohře Národního divadla působila jako dramaturgyně pro západní dramatiku. V archivu ND se zachoval její dopis, v němž odvážně napsala, co si myslí o tehdejší dramaturgii sloužící totalitní ideologii.